# Septatournayella
Septatournayella es un género de foraminífero bentónico de la subfamilia Tournayellinae, de la familia Tournayellidae, de la superfamilia Tournayelloidea, del suborden Fusulinina y del orden Fusulinida. Su especie tipo es Tournayella segmentata. Su rango cronoestratigráfico abarca desde el Fameniense (Devónico superior) hasta el Viseense (Carbonífero inferior).

## Discusión
Algunas clasificaciones más recientes incluyen Septatournayella en el suborden Tournayellina, del orden Tournayellida, de la subclase Fusulinana y de la clase Fusulinata.

## Clasificación
Septatournayella incluye a las siguientes especies:
- Septatournayella segmentata
- Septatournayella henbesti
- Septatournayella malakhovae
- Septatournayella minuta
- Septatournayella praesegmentata
- Septatournayella pseudocamerata
- Septatournayella rauserae
- Septatournayella segmentata

Otra especie considerada en Septatournayella es:
- Septatournayella conspecta †, de posición genérica incierta

En Septatournayella se han considerado los siguientes subgéneros:
- Septatournayella (Eoseptatournayella), también considerado como género Eoseptatournayella
- Septatournayella (Neoseptatournayella), también considerado como género Neoseptatournayella, pero considerado nomen nudum
- Septatournayella (Pohlia), aceptado como género Pohlia
- Septatournayella (Rectoseptatournayella), aceptado como género Rectoseptatournayella